# Лина Музе
Лина Музе (лет. Līna Mūze; Смилтене 4. децембар 1992) је летонска атлетичарка која се такмичи у бацању копља, европска првакиња на Европском превенству за млађе сениоре (У-23) 2013. Чланица је АК Смитлене из Смитлене. Тренер јој је Валентина Ејдука.

## Спортска биографија
Копље је почела да баца 2005. године. Први значајнији успех на међународним такмичењима Лина Музе постигла је другим местом на Светском јуниорском првенству у Монктону 2010, бацивши лични рекорд 56,64.
На Светском првенству за млађе сениоре (У-23) 14. јула 2013 у Тампереу, постала је европска првакиња, а 26. јула бацила је важећи лични рекорд од 61,97 м.
Њен национални рекорд за јуниоре од 60,64 м постигнут у Риги 2011, још није оборен.

## Значајнији резултати
| Датум | Такмичење                                | Место    | Пласман | Резултат | Детаљи                                    |
| ----- | ---------------------------------------- | -------- | ------- | -------- | ----------------------------------------- |
| 2010  | Светско јуниорско првенство              | Монктон  |         | 56,64    |                                           |
| 2011  | Европско јуниорско првенство             | Талин    |         | 55,83    |                                           |
| 2012  | Европско првенство                       | Хелсинки | 10.     | 55,60    | Архивирано на веб-сајту (26. август 2014) |
| 2012  | Олимпијске игре                          | Лондон   | 13.     | 59,91    |                                           |
| 2013  | Европско првенство за млађе сениоре У-23 | Тампере  |         | 58,61    |                                           |
| 2013  | Светско првенство                        | Москва   | 14.     | 60,29    |                                           |
| 2014  | Европско првенство                       | Цирих    | 19.     | 53,42    |                                           |

## Лични рекорд
| Дисциплина   | Резултат | Датум     | Место         |
| ------------ | -------- | --------- | ------------- |
| Бацање копља | 61,97 м  | Јекабпилс | 26. јул 2013. |